# Bléré
Bléré je naselje in občina v osrednjem francoskem departmaju Indre-et-Loire regije Center. Leta 2009 je naselje imelo 5.161 prebivalcev.

## Geografija
Kraj leži v pokrajini Touraine ob reki Cher, 26 km jugovzhodno od središča Toursa.

## Uprava
Bléré je sedež istoimenskega kantona, v katerega so poleg njegove vključene še občine Athée-sur-Cher, Azay-sur-Cher, Céré-la-Ronde, Chenonceaux, Chisseaux, Cigogné, Civray-de-Touraine, Courçay, Dierre, Épeigné-les-Bois, Francueil, La Croix-en-Touraine, Luzillé, Saint-Martin-le-Beau in Sublaines z 22.638 prebivalci.
Kanton Bléré je sestavni del okožja Tours.

## Zanimivosti
- kapela Jehan de Seigne v parku, ostanek nekdanjega pokopališča, postavljena v letu 1526,
- cerkev sv. Krištofa iz 11. in 12. stoletja, s kapelo sv. Neže,
- vetrni mlin Moulin des Aigremonts iz leta 1848.

## Pobratena mesta
- Garrel (Spodnja Saška, Nemčija);